# 인도네시아의 대외 관계
인도네시아는 과거부터 비동맹국가들의 수장역할을 하며 제3세계를 이끌었고, ASEAN에서 가장 영향력 있는 국가며, 여러모로 문제가 많지만 썩어도 준치라고 세계 4위의 인구수와 방대한 국토를 자랑하는 국가이기에 지역에서는 호주를 제외하면 타국이 감히 넘볼 수 없는 지역 강국이다. 미국과 러시아와도 우호적인 관계를 유지하고 있다.
인도네시아는 동남아시아 유일의 OPEC 가입국이었는데 석유 산출량 부족을 이유로 2009년 탈퇴했다. ASEAN에서도 인구와 영토를 무기로 가장 발언권이 강한 나라 중 하나다.
이스라엘 시민권자는 인도네시아에 입국이 불가능하다. 물론 이스라엘도 인도네시아인 입국을 금지시킨다. 기독교를 믿는 중국계도 똑같이 입국 못 하게 해서 화교 기독교인들은 성지순례를 못 가거나 이탈리아 바티칸이나 스페인 산티아고 정도로 만족하는 수준이다. 이웃 말레이시아의 화교 그리스도인들도 마찬가지로 이스라엘로 못 가서 성지순례를 못 한다. 참고로 입국 기록에 이 나라 비자를 받은 기록이 있으면 이스라엘 입국 시 까다로운 심사를 받는다.
2010 G20 서울 정상회의의 참가국이다.

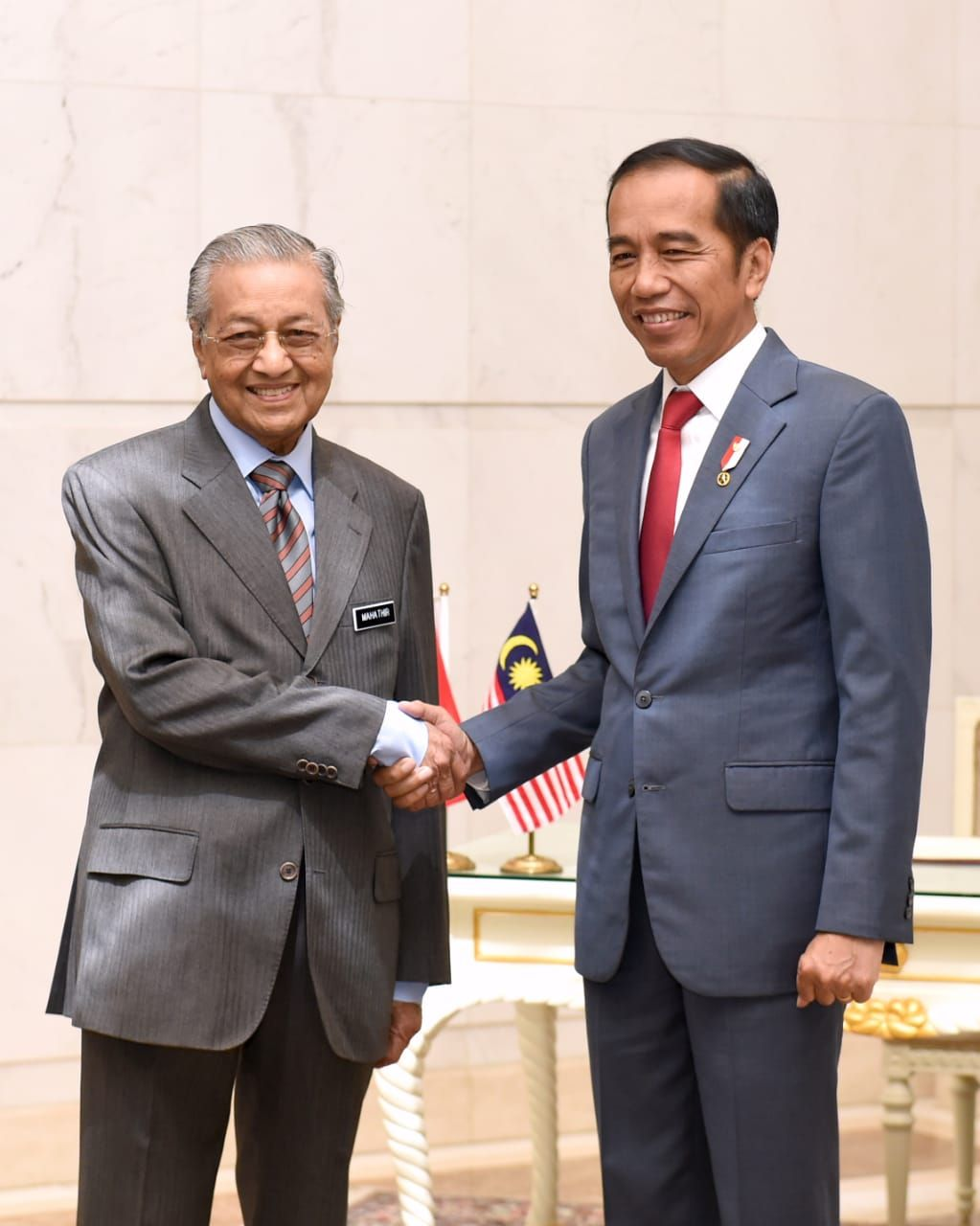
인도네시아의 대통령 조코 위도도과 말레이시아의 총리 마하티르 빈 모하맛 (2019년 8월 9일)

## 아시아

### 대한민국과의 관계
인도네시아와 한국은 1973년 9월 17일:482에 수교하였다. 이명박 대통령은 수실로 밤방 유도요노 대통령을 만나 자국의 방위산업을 대한민국과 협력한다고 말하였다. 자카르타에 대한민국 대사관이 개설되어 있다. 서울에 주한 대사관이 개설되어 있다. 대한민국의 대(對)인도네시아 수출은  135억6449만USD, 인도네시아의 대(對)대한민국 수출은 172억1637만USD(각 2011년)에 달하여, 인도네시아는 대한민국에 있어서 제7위의 수출국이자 제7위의 수입국이다. 모두 36,295 명(재외국민 36,039명, 시민권자256 명)의 한민족들이 인도네시아에 거주(2010년 12월 기준)하고 있다.  인도네시아 내의 한민족 사회는 한국과 인도네시아 양국 간 수교 훨씬 이전부터 형성되어 오다가, 1973년 상주대사관 설치 후 동포사회의 규모가 점점 확대되면서, 2010년 기준으로 인도네시아 내에서 화교 사회에 이어 제2위의 외국인 커뮤니티로 성장했다. 처음 한국인들의 인도네시아 진출계기는 인도네시아에 풍부한 원목개발 및 수입, 선교활동, 유전개발 참여 및 건설공사 참여, 장학 프로그램에 의한 현지유학 등이었다.
| 서울/인천 \|\| align=center\|ICN \|\| align=center\|RKSI \|\| 인천 | ○대한항공(2개) : 덴파사르(발리), 자카르타(수카르노 하타)     |
| 서울/인천 \|\| align=center\|ICN \|\| align=center\|RKSI \|\| 인천 | ○아시아나항공(2개) : 덴파사르(발리), 자카르타(수카르노 하타) |
| 서울/인천 \|\| align=center\|ICN \|\| align=center\|RKSI \|\| 인천 | ○가루다인도네시아(2개) : 서울(인천)                          |

## 같이 보기
- 인도네시아 주재 외국공관 목록
- 인도네시아의 재외공관 목록